# Otto Meyer (ginnasta)
Otto Meyer (fl. XIX secolo) è stato un ginnasta francese.
Partecipò ai Giochi olimpici del 1900 di Parigi dove arrivò settantasettesimo nella gara degli esercizi combinati con 219 punti.